# 4911 Rosenzweig
A 4911 Rosenzweig (ideiglenes jelöléssel 1953 UD) a Naprendszer kisbolygóövében található aszteroida. Az Indiana Egyetem fedezte fel 1953. október 16-án.